# Osinów Dolny (przystanek kolejowy)
Osinów Dolny – zlikwidowany przystanek osobowy w Osinowie Dolnym, w województwie zachodniopomorskim, w Polsce.